# 深目人
深目人（しんもくじん）は、中国に伝わる伝説上の人種である。古代中国では北方に位置する国に棲んでいたとされる。

## 概説
古代中国の地理書『山海経』の海外北経・大荒北経によると、深目国は無腸国や三首国の西にあり、深目人は人間の姿をしているが、目がひとつ、あるいは目のまわりが深くくぼんでいるという。魚を食べる。
『山海経』では「挙一手」（一手を挙げる）という文があることから後代になって描かれた絵ではすべて腕が一本であるように描写されている。

## 深目人の登場する作品
『鏡花縁』
深目国が旅の途中に舞台として登場する。深目人は顔に目がついておらず、つねに持ち上げている手に目がついていると設定されている。